# AlterGeist0000
『AlterGeist0000』(オルターガイスト) は、日本のロックバンド・THE ORAL CIGARETTESの6枚目となるフルアルバム。2025年1月22日にポニーキャニオンから発売された。

## 解説
- フルアルバムとしては前作 「SUCK MY WORLD」 以来約4年9ヶ月ぶりのリリースとなった。
- 完全生産数量限定盤、初回限定盤、通常盤の3形態でリリースされた。
- 完全生産数量限定盤、初回限定盤に付属するBlu-rayには2024年の活動に密着したドキュメンタリーとインタビューが収録されている[1]。
- 当初の発売日は12月4日を予定していたが、活動休止の影響で延期を発表。1月22日の発売となった[2][3]。

### チャート成績
- 2025年2月3日付週間アルバムランキングでは9,804枚を売り上げ、週間8位にランクインした。

## 収録曲
1. Bitch!! [03:28]
2. DIKIDANDAN [03:33]
3. DUNK feat.Masato (coldrain) [04:15]
  - 14th配信限定シングル。
4. BUG [03:53]
  - 11th配信限定シングル。
5. UNDER and OVER [03:55]
  - 15th配信限定シングル。
  - TOKYO MXほかTVアニメ「来世は他人がいい」オープニングテーマ[4]。
6. OD [03:17]
7. ENEMY feat.Kamui [03:14]
  - 10th配信限定シングル。
8. SODA [03:43]
9. Enchant [02:44]
  - 12th配信限定シングル。
10. Savior Of My Life [03:33]
11. YELLOW [03:29]
  - 13th配信限定シングル。MBS/TBS ドラマイズム枠 TVドラマ「マイホームヒーロー」主題歌[5]
12. 愁 [05:09]
  - 16th配信限定シングル。
13. See you again [02:55]

### Blu-ray (完全生産数量限定盤・初回限定盤のみ)
- 2024 Documentary & Interview